# Demons & Wizards (gruppo musicale)
I Demons & Wizards sono stati un gruppo power metal frutto della collaborazione tra Hansi Kürsch (voce dei Blind Guardian) e Jon Schaffer (chitarrista degli Iced Earth). Schaffer si occupava della musica e Kürsch dei testi. 

## Storia del gruppo
L'idea originale era quella di fondere i diversi stili di Blind Guardian e Iced Earth in un unico sound,infatti,dicono i due musicisti,il nome della band ha l'obiettivo di descrivere i due stili.Il nome del gruppo è stato ispirato dalla moglie di Schaffer che aveva suggerito "Demons and Angels",poi cambiato in Demons and Wizards in onore all'omonimo album degli Uriah Heep del 1972.
L'idea di creare una band è nata nella primavera del 1997 quando Kürsch e Schaffer,amici di lunga data,hanno deciso di fare musica insieme.Il primo album autointitolato Demons & Wizards è stato pubblicato nel 2000,il secondo,dal titolo Touched by the Crimson King,è uscito nel 2005 ed è stato ispirato dalla serie de La torre nera di Stephen King,in cui il Re Rosso (nome originale Crimson King) è il principale antagonista.
L'uscita del terzo album III è stata confermata per il 21 febbraio 2020.

## La fine
Dopo l’arresto del chitarrista Jon Schaffer per l'accusa di aver partecipato all’irruzione nel Campidoglio del 6 gennaio 2021, il cantante Hansi Kürsch ha lasciato il progetto con la seguente dichiarazione: “Ho detto alla Century Media e a Jon che lascio il progetto.La mia collaborazione con Jon e con i DEMONS & WIZARDS è finita”.

## Formazione

### Ultima formazione conosciuta
- Jon Schaffer – chitarra e basso (1999-2021)

### Ex componenti
- Hansi Kürsch – voce (1999-2021)

### Turnisti dal vivo
- Marcus Siepen – basso (2019-2021)
- Jake Dreyer – chitarra (2019-2021)
- Fredrik Ehmke – batteria (2019-2021)
- Joost Van Den Broek – tastiere (2019-2021)
- Marjan Welman – cori (2019-2021)
- Marcela Bovio – cori (2019-2021)
- Ritchie Wilkinson – chitarra (2000)
- Oliver Holzwarth – basso (2000)
- Richard Christy – batteria (2000)

### Partecipazioni
- Jim Morris – chitarra, cori (1999, 2005, 2020)
- Rubin Drake – basso (1999, 2005, 2020)
- Bobby Jarzombek – batteria (2005)
- Mark Prator – batteria (1999)
- Howard Helm – pianoforte,tastiere,voce (2005)
- Krystyna Kolaczynski – violoncello (2005)
- Jake Dreyer – chitarra (2020)
- Brent Smedley – batteria (2020)

## Discografia
- 2000 - Demons & Wizards
- 2005 - Touched by the Crimson King
- 2020 - III